# Adar

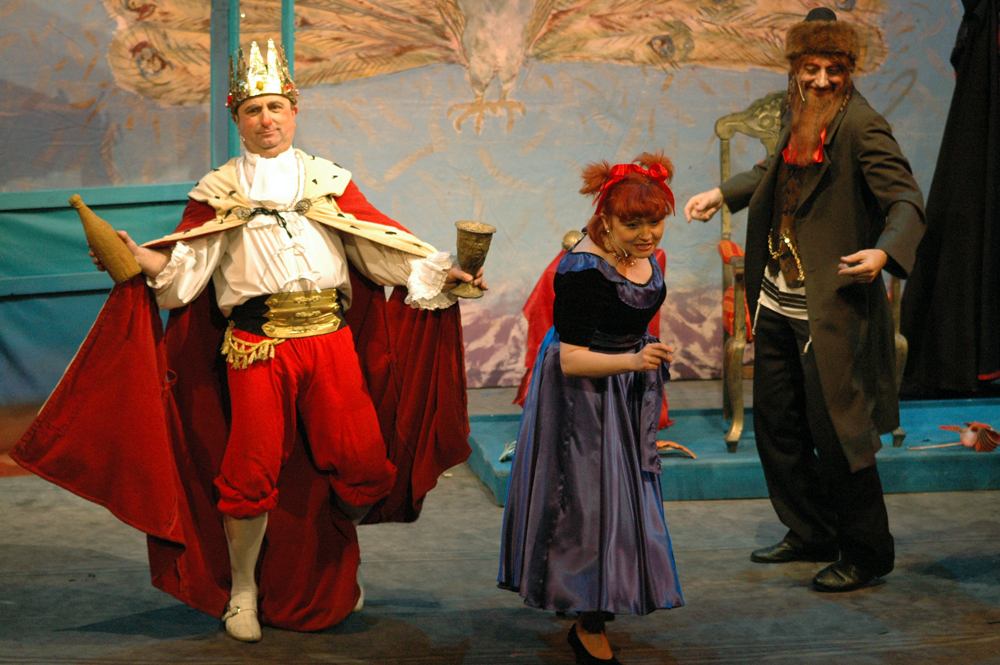
Purim szpil wystawiane z okazji święta purim. Radosne święto purim (losów) obchodzone w miesiącu Adar na pamiątkę zwycięskiego wstawiennictwa królowej Estery za narodem żydowskim u króla Achaszwerosza, wskutek czego zabity zostaje Haman, prześladowca Żydów.

Adar (hebr. אדר) – szósty miesiąc w żydowskim kalendarzu świeckim, a dwunasty w kalendarzu religijnym. 
Przypada na miesiące luty-marzec w kalendarzu gregoriańskim. Liczy 29 dni, w roku przestępnym 30 dni. W latach przestępnych dodatkowo dodaje się do kalendarza miesiąc adar II (adar szeni), liczący 29 dni. Wszystkie święta przypadające na adar I (adar raszi) przenosi się na adar szeni, z wyjątkiem jorcajt, rocznicy śmierci. Na miesiąc adar przypadają następujące wydarzenia religijne:
- 3 adar – rocznica poświęcenia Drugiej Świątyni
- 7 adar – tradycyjnie obchodzone rocznice śmierci i urodzin Mojżesza
- 9 adar – dzień powszechnie uważany za datę rozłamu między szkołą Hillela a szkołą Szammaja
- 13 adar – Post Estery, pierwotnie obchodzony jako dzień klęski Judy Machabeusza
- 14 adar – Purim

Zgodnie z Talmudem (traktat Taanit 29a) "wraz z nadejściem adar nastaje radość". Istnieje też powiedzenie (jid.):  "אין חודש אדר, זאָגט די גמרא, מרבין בשׂימחה – פֿרייען זיך ייִדעלעך אויף וואָס די וועלט שטייט", co oznacza: "w miesiącu adar, jak powiada Gemara, radują się Żydzi na czym świat stoi".
Słowo adar blisko spokrewnione jest z innym hebrajskim słowem, adir (אדיר) – siła.
Według Sefer Jecira miesiącowi adar patronują:
- Litera kof כ – Nazwa ta oznacza małpę, symbol śmiechu i radości miesiąca adar. Litera ta oznacza też "ucho igielne".

Kabaliści kojarzą kof ze słowem kadosz ("święty"). Osoba doświadczająca wielkiej radości – tak ściśle związanej z adar – wznosi się ponad wszystko, co przyziemnie i zdolna jest widzieć świat ze wzniosłej perspektywy.
- Mazal (Zodiak) – dagim. Ryby to istoty z "ukrytego świata", jakim postrzega się odmęty morza. Dusze Żydów w sposób symboliczny porównywane bywają do ryb pławiących się w wodach Tory. Prawdziwa tożsamość i los Izraela są w tym świecie niewidoczne. Objawienie święta Purim to objawienie prawdziwej tożsamości Izraela, odzwierciedlające objawienie Olam Haba, przyszłego świata. Cud purymowy postrzegany jest jako odbicie w tym świecie ostatecznego cudu – wskrzeszenia w przyszłym świecie.

Słowo dag – ryba uważa się za reprezentację tikkunu (inaczej: naprawy) da'ag – troski. Z drugiej strony jest też przeciwnie – ryba spożywana na Purim przemienia troskę w sercu człowieka w najwyższą radość ze zbawienia.
- Plemię – Naftali. W Kabale czytane jest jako dwa oddzielne słowa: nofet li – "jest dla mnie słodyczą". Purymowa micwa upicia się czasami jest wyrażana w odmienny sposób: "podczas Purim każdy powinien stać się tak słodki, by nie odróżniał: «przeklęty niech będzie Haman» od «błogosławiony niech będzie Mordechai»". Tak właśnie wygląda manifestowanie radości w wymiarze Naftalego – nofet li.

- Zmysł – śmiech jako wyraz niepohamowanej radości.